# Exempel

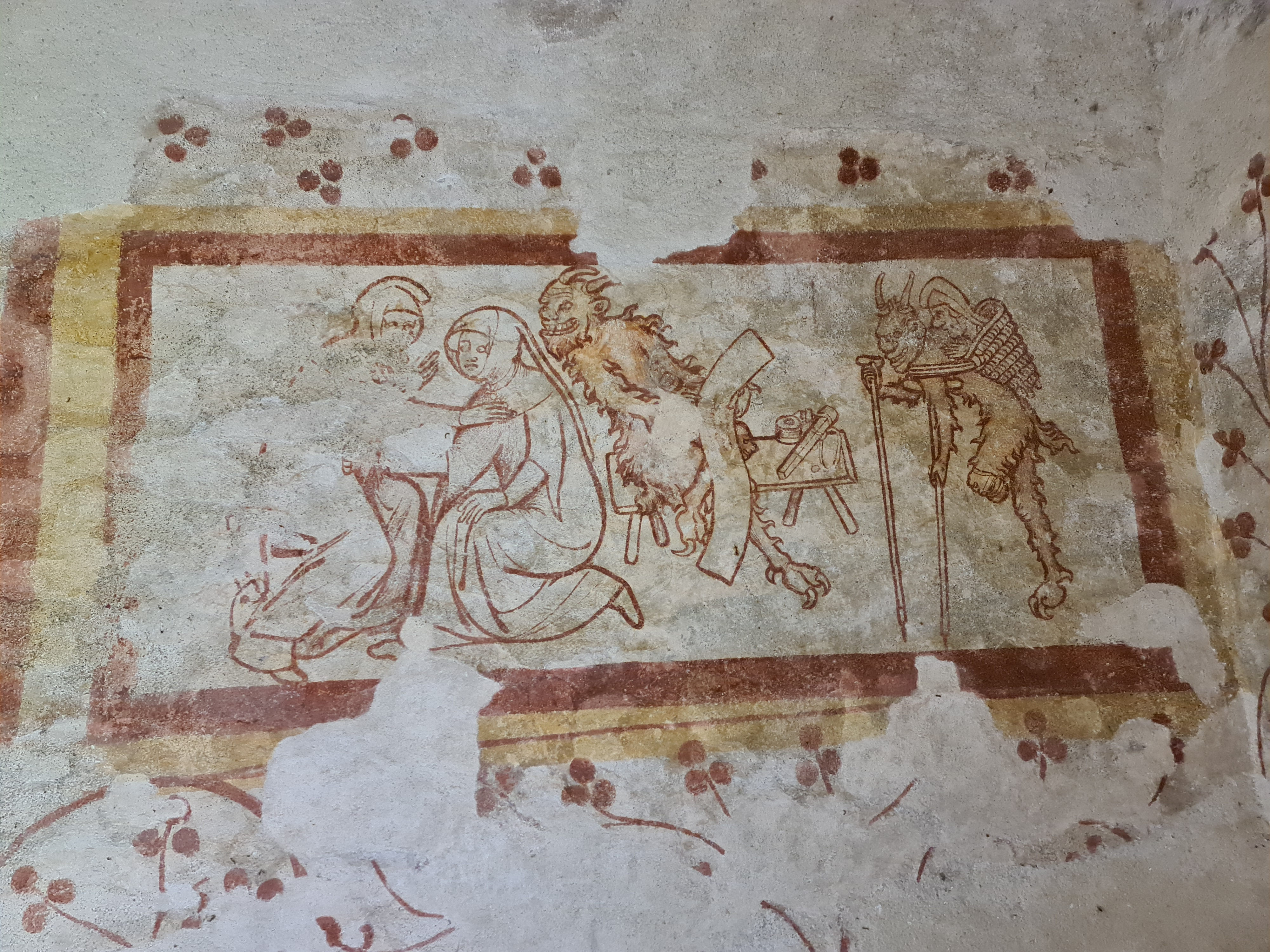
Roddelende vrouwen met achter hen een duivel die alles optekent en verder een manke duivel met een zondaar op de rug, 14e-eeuwse muurschildering naar een exempel van Jacques de Vitry (Kapel Saint-Léonard in Mayenne)

Een exempel of exemplum is een verhaal, dat vooral in de middeleeuwen werd ingezet om het publiek te overtuigen van een bepaald geloof en om het gegeven voorbeeld na te laten volgen. Bij uitbreiding ook te gebruiken voor een narratieve getuigenis die het publiek met een sterk voorbeeld wil overtuigen van een bepaald ideologisch standpunt. Dat kan een religieus, maar evengoed een sociaal standpunt zijn. Het exempel is verwant aan de gelijkenis, waarin één verhaal representatief is voor iets groters of abstracters. Als genre behoort een exempel tot het volksverhaal.